# 스페인 여자 U-17 축구 국가대표팀
스페인 여자 U-17 축구 국가대표팀(스페인어: Selección femenina de fútbol de España)은 스페인을 대표하는 17세 이하 여자 축구 대표팀으로 스페인 왕립 축구 연맹에서 운영하고 있다. 

## 국제 대회 경력

### FIFA U-17 여자 월드컵
2010년대회에 첫 참가해서 3위를 하였다. 2018년대회에서 첫 우승을 하였고, 2022년대회에서도 우승해, 2연패를 하였다.

## 역대 성적

### FIFA U-17 여자 월드컵
- 2008년 - 예선 탈락
- 2010년 - 3위
- 2012년 - 예선 탈락
- 2014년 - 준우승
- 2016년 - 3위
- 2018년 - 우승
- 2022년 - 우승
- 2024년 -

## 같이 보기
- 스페인 여자 축구 국가대표팀